# Julio Álvarez Mosquera
Julio Álvarez Mosquera (nascut l'1 de maig de 1981 a Caracas) és un exfutbolista veneçolà, que jugava com a centrecampista. Actualment fa d'entrenador assistent a la SD Ponferradina
Va disputar 98 partits a La Liga en cinc temporades (amb 14 gols), representant el Racing de Santander, Rayo Vallecano, Reial Múrcia CF, UD Almería i RCD Mallorca. També va jugar 376 partits a la Segona Divisió, principalment amb el CD Numancia.
Després d'haver competit per Espanya en categories per edats, Álvarez va representar la selecció veneçolana internacionalment.